# L'Énigmatique Monsieur Parkes
Pour plus de détails, voir Fiche technique et Distribution.
L'Énigmatique Monsieur Parkes (Mysterious Mr. Parkes) est un film américain en noir et blanc réalisé par Louis Gasnier, sorti en 1930.
C'est la version française du film américain Slightly Scarlet (en) réalisée pour le marché français, tournée sur les mêmes plateaux et avec certains des mêmes acteurs.

## Synopsis
À Nice, Lucy Stavrin est obligée de servir de complice au voleur de bijoux international, Malatroff. L'Anglais Courtenay Parkes va la sauver des griffes de l'escroc.

## Fiche technique
- Titre original : Mysterious Mr. Parkes
- Titre français : L'Énigmatique Monsieur Parkes
- Réalisation : Louis Gasnier
- Scénario : d'après la pièce de théâtre Slightly Scarlet de Jacques Battaille-Henri et Percy Heath (screenwriter) (en)
- Image : Allen G. Siegler
- Montage : Jacques Battaille-Henri
- Société de production et de distribution : Paramount Pictures
- Pays de production :  États-Unis
- Langue originale : anglais américain
- Format : noir et blanc — 35 mm — 1,20:1 — son : mono (Movietone)
- Genre : comédie dramatique
- Durée : 71 minutes
- Dates de sortie : 
  - États-Unis : 30 août 1930
  - France : 17 octobre 1930
- Affiche : Roger Vacher (France)

## Distribution
- Adolphe Menjou : Courtenay Parkes
- Claudette Colbert : Lucy Stavrin
- Emile Chautard : Sylvester Corbett
- Adrienne D'Ambricourt : Mme Corbett
- Sandra Ravel : Edith Corbett
- Armand Kaliz : Malatroff
- Frank O'Neill : Jimmy Weyman
- André Cheron : le capitaine de police
- Louis T. Mercier